# Prithvi del Nepal
Prithvi Bir Bikram Shah (Katmandu, 8 agosto 1875 – Katmandu, 11 dicembre 1911) è stato re del Nepal dal 1881 al 1911.